# Szatta
Szatta là một thị trấn thuộc hạt Vas, Hungary. Thị trấn này có diện tích 6,01 km², dân số năm 2010 là 67 người, mật độ 11 người/km².